# Wilhelm Ferdinand Erichson
Wilhelm Ferdinand Erichson (Stralsund, 26 novembre 1809 – Berlino, 18 dicembre 1848) è stato un entomologo tedesco.
Fu l'autore di numerosi articoli sugli insetti, scritti prevalentemente nella rivista Archiv für Naturgeschichte.

## Taxa descritti
- Latridiidae Erichson, 1842 - famiglia di coleotteri cucuioidei
- Osoriinae Erichson, 1839 - sottofamiglia di coleotteri stafilinidi
- Piestinae Erichson, 1839 - sottofamiglia di coleotteri stafilinidi
- Xantholinini Erichson, 1839 - tribù di coleotteri stafilinidi
- Cherax Erichson, 1846 - genere di crostacei decapodi della famiglia Parastacidae
- Netrodera formicaria Erichson, 1842 - specie di coleotteri carabidi della sottofamiglia Anthiinae

## Opera
- Genera Dyticorum. Berlino (1832)
- Die Käfer der Mark Brandenburg. Volume I, Berlino (1837-1839)
- Genera et species Staphylinorum insectorum. Berlino 1839-1840)
- Entomographien. Berlino (1840)
- Bericht über die wissenschaftlichen Leistungen auf dem Gebiete der Entomologie. Berlino (1838)
- Naturgeschichte der Insekten. Berlino (1845-1848)